# Saint-Révérend
Saint-Révérend és un municipi francès situat al departament de Vendée i a la regió de País del Loira. L'any 2007 tenia 1.304 habitants.

## Demografia

### Població
El 2007 la població de fet de Saint-Révérend era de 1.304 persones. Hi havia 492 famílies de les quals 97 eren unipersonals (42 homes vivint sols i 55 dones vivint soles), 157 parelles sense fills, 208 parelles amb fills i 30 famílies monoparentals amb fills.
La població ha evolucionat segons el següent gràfic:
Habitants censats

### Habitatges
El 2007 hi havia 641 habitatges, 504 eren l'habitatge principal de la família, 104 eren segones residències i 33 estaven desocupats. 608 eren cases i 6 eren apartaments. Dels 504 habitatges principals, 408 estaven ocupats pels seus propietaris, 88 estaven llogats i ocupats pels llogaters i 8 estaven cedits a títol gratuït; 2 tenien una cambra, 23 en tenien dues, 109 en tenien tres, 172 en tenien quatre i 197 en tenien cinc o més. 431 habitatges disposaven pel capbaix d'una plaça de pàrquing. A 238 habitatges hi havia un automòbil i a 237 n'hi havia dos o més.

### Piràmide de població
La piràmide de població per edats i sexe el 2009 era:
| Homes | Edats   | Dones |
| ----- | ------- | ----- |
| 0     | 95 o +  | 0     |
| 4     | 90 a 94 | 0     |
| 4     | 85 a 89 | 12    |
| 0     | 80 a 84 | 0     |
| 12    | 75 a 79 | 24    |
| 20    | 70 a 74 | 16    |
| 8     | 65 a 69 | 32    |
| 48    | 60 a 64 | 32    |
| 32    | 55 a 59 | 24    |
| 28    | 50 a 54 | 32    |
| 12    | 45 a 49 | 28    |
| 36    | 40 a 44 | 20    |
| 36    | 35 a 39 | 40    |
| 40    | 30 a 34 | 40    |
| 36    | 25 a 29 | 28    |
| 16    | 20 a 24 | 16    |
| 32    | 15 a 19 | 44    |
| 24    | 10 a 14 | 36    |
| 32    | 5 a 9   | 8     |
| 20    | 0 a 4   | 28    |

## Economia
El 2007 la població en edat de treballar era de 825 persones, 629 eren actives i 196 eren inactives. De les 629 persones actives 569 estaven ocupades (321 homes i 248 dones) i 59 estaven aturades (22 homes i 37 dones). De les 196 persones inactives 75 estaven jubilades, 56 estaven estudiant i 65 estaven classificades com a «altres inactius».

### Ingressos
El 2009 a Saint-Révérend hi havia 520 unitats fiscals que integraven 1.319 persones, la mediana anual d'ingressos fiscals per persona era de 16.016 €.

### Activitats econòmiques
Dels 41 establiments que hi havia el 2007, 2 eren d'empreses alimentàries, 2 d'empreses de fabricació d'altres productes industrials, 12 d'empreses de construcció, 4 d'empreses de comerç i reparació d'automòbils, 4 d'empreses de transport, 5 d'empreses d'hostatgeria i restauració, 1 d'una empresa immobiliària, 7 d'empreses de serveis, 1 d'una entitat de l'administració pública i 3 d'empreses classificades com a «altres activitats de serveis».
Dels 17 establiments de servei als particulars que hi havia el 2009, 1 era un taller de reparació d'automòbils i de material agrícola, 3 paletes, 2 guixaires pintors, 4 fusteries, 2 lampisteries, 3 perruqueries i 2 restaurants.
Els 2 establiments comercials que hi havia el 2009 eren fleques.
L'any 2000 a Saint-Révérend hi havia 40 explotacions agrícoles que ocupaven un total de 1.248 hectàrees.

## Equipaments sanitaris i escolars
El 2009 hi havia una escola elemental.

## Poblacions més properes
El següent diagrama mostra les poblacions més properes.